# Eberhard Scharf
Eberhard Scharf (* 4. Juni 1956 in Lengenfeld unterm Stein) ist ein deutscher Politiker (CDU).
Scharf erhielt nach dem Besuch der Polytechnischen Oberschule in Lengenfeld unterm Stein sowie der Erweiterten Oberschule in Mühlhausen das Abitur, studierte Pharmazie an der Martin-Luther-Universität Halle-Wittenberg und wurde Diplom-Pharmazeut. Es folgten die Approbation zum Apotheker, die Promotion zum Dr. rer. nat. und schließlich der Abschluss als Fachapotheker für Allgemeinpharmazie. 1990 arbeitete er zunächst als Fachapotheker für allgemeine Pharmazie in Mühlhausen sowie als Leiter der staatlichen Apotheke in Heyerode, ehe er Inhaber der Eichsfeld-Apotheke in Heyerode wurde.
Scharf war seit 1985 Mitglied der DDR-CDU, bei der er dem Ortsgruppenvorstand und dem Kreisvorstand angehörte. 1989 zog er in den Kreistag in Mühlhausen ein. 1990 gehörte er der letzten Volkskammer sowie bis zum Jahresende dem Deutschen Bundestag an. Ebenfalls 1990 wurde er erstmals in den Gemeinderat von Lengenfeld unterm Stein gewählt, dem er bis zur Auflösung der Gemeinde angehörte. Im Februar 2012 kandidierte er vergeblich für den Rat der neuen Gemeinde Südeichsfeld.